# Andrea Hedegaard
Andrea Hedegaard (30. december 1887 i Vester Tørslev - 14. august 1967 i Odense) var lærer og kvindesagsforkæmper.

## Familie og ægteskab
Hedegaards interesse for lærerfaget kom ikke fra fremmede, hun var nemlig datter af landsbyskolelæreren Vilhelm Christensen (1859 - 1929) og dennes kone, Else Brun Mølgaard (1865 - 1950). Allerede som ung kvinde hjalp hun til med undervisningen derhjemme, og i 1907 tog hun eksamen som forskolelærerinde fra Th. Langs Seminarium. Herefter kom hun til Sattrup Skole ved Horsens i 1908.
I 1909 giftede hun sig med læreren Thorvald Jensen Hedegaard (1882 - 1933) og da den første datter, Asta Margrethe, blev født i 1910 holdt hun en pause fra skolearbejdet. Parrets anden datter, Gudrun, kom til to år efter, i 1912. Det varede dog ikke længe, før hun vendte tilbage til arbejdet. I 1914 flyttede familien til Åbyskov Skole ved Svendborg. Her blev ægteparret fælles om undervisningen, Andrea dog kun på privat basis i starten, indtil sognet i 1916 oprettede et forskolelærerindeembede. I 1923 startede Andrea som underviser på Elisabeth Detlefsens Skole og senere, efter ægtefællens tidlige død i 1933, blev hun ansat på Marie Jørgensen Pigeskole. Her underviste hun fra 1933-60.

## Kvindesagen
Det var i tiden ved Åbyskov Skole, at Andreas interesse for kvindesagen blev vagt. I 1919 blev hun formand for Skårup-Vejstrupkredsen af Dansk Kvindesamfund. Efter flytningen til Odense i 1923 opnåede Andrea hurtigt en central placering i Dansk Kvindesamfunds arbejde. I 1927-49 fungerede hun som distriktsformand for Fyn og i den samme periode var hun desuden medlem af fællesstyrelsen for Dansk Kvindesamfund. I perioden 1935-39 var hun organisationens næstformand og i 1941-43 bestred hun landsformandsposten.
Hendes formandsperiode faldt i de første år af 2. Verdenskrig, og der var derfor behov for at tænke anderledes, både politisk og praktisk. De kvindepolitiske sager blev dog ikke glemt, og Andrea talte stadig ud bl.a. imod fyringer af gifte kvinder. Der var dog også modgang for kvindesagen, særligt valget i 1943, hvor kun to kvinder blev valgt til Folketinget, var et stort slag. Også trafikalt var der udfordringer, især for medlemmer uden for København. Dette var grunden til, at Andrea i 1943 måtte forlade formandsposten. Hun fortsatte dog arbejdet og var i flere omgange formand for Dansk Kvindesamfunds Odensekreds.

## Senere liv og død
Hedegaard var også politisk aktiv inden for det Radikale Venstre og sad mange år som bestyrelsesmedlem af partiets Odense-afdeling såvel som medlem af partiets hovedbestyrelse. Hun stillede også op som folketingskandidat i perioden 1935-53.
I 1943 udgav hun den korte Vejledning ved Tilrettelæggelsen af Samfundslære for unge Kvinder og var på den måde med til at præge en ny generation af kvinder. Hun forholdt sig aktiv både kvindepolitisk, fredspolitisk og som vikar i sine senere år.
Kort før sin 80-års fødselsdag døde hun pludseligt efter at være blevet påkørt af en motorcykel.

## Yderligere litteratur
- Vita Aller (red.): Dansk Kvinde i Dag, 1942
- Kvinden og Samfundet 11/1947
- Fyns Tidende 27.12.1962
- Fyns Tidende 11.6.1967